# Radiotélescope Mark II
Pour les articles homonymes, voir Mark II.
Le Mark II est un radiotélescope situé à l'observatoire Jodrell Bank, en Angleterre.
Il a été construit en 1964, et amélioré en 1987. Il a un diamètre de 38,1 m sur 25,4 m, une longueur focale de 12,2 m sur une monture altazimutale.
Il a été construit sur le site du vieux télescope Transit de 66,4 m (218 pieds). La construction s'acheva en 1964.
La surface originale de l'antenne du télescope était plus précise que celle du télescope Lovell à son époque, ce qui veut dire qu'il était plus adapté pour les observations à de plus hautes fréquences.

En plus d'être utilisé en instrument solo, il a été utilisé comme interféromètre avec le télescope Lovell, ce qui fournit une ligne de base de 425 m. Il est utilisé communément en tant que pièce du réseau MERLIN ("Multi-Element Radio Linked Interferometer Network"), et pour les observations en interférométrie à ligne de base très longue.

## Spécifications techniques
Il a été conçu par Charles Husband à l'instigation de Bernard Lovell, et était à l'origine un prototype pour un télescope "Mark IV", plus grand mais qui n'a jamais été construit. Le design est très similaire au télescope 1 de Goonhilly ("Goonhilly Satellite Earth Station"). Le télescope Mark III est également basé sur le même design.